# Argelia en los Juegos Paralímpicos de Atlanta 1996
Argelia estuvo representada en los Juegos Paralímpicos de Atlanta 1996 por nueve deportistas masculinos.

## Medallistas
El equipo paralímpico argelino obtuvo las siguientes medallas:
| Nombre         | Deporte   | Evento                  |
| -------------- | --------- | ----------------------- |
| Oro            |           |                         |
| Mohamed Alek   | Atletismo | 100 m T36 masculino     |
| Mohamed Alek   | Atletismo | 200 m T36 masculino     |
| Plata          |           |                         |
| Yusef Buyeltia | Atletismo | 400 m T12 masculino     |
| Fauzi Belele   | Atletismo | 5000 m T34-37 masculino |
| Bronce         |           |                         |
| Fauzi Belele   | Atletismo | 800 m T34-36 masculino  |
| Fauzi Belele   | Atletismo | 1500 m T34-37 masculino |
| Bachir Zergun  | Atletismo | 800 m T44-46 masculino  |